# 14-Punkte-Programm

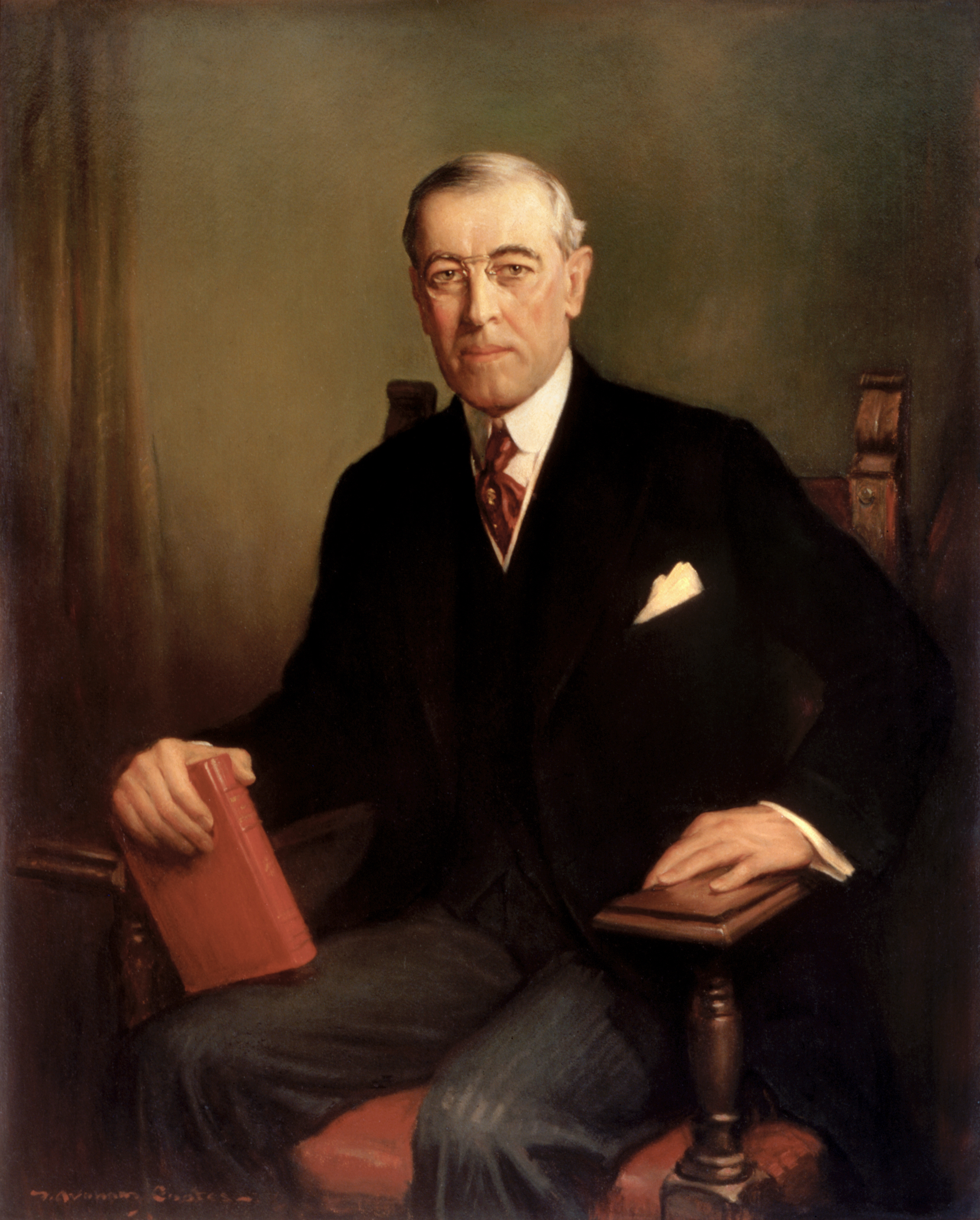
Woodrow Wilson

Als 14-Punkte-Programm werden die Grundzüge einer Friedensordnung für das vom Ersten Weltkrieg erschütterte Europa bezeichnet, die der amerikanische Präsident Woodrow Wilson am 8. Januar 1918 in einer programmatischen Rede vor beiden Häusern des US-Kongresses umriss.

## Entstehung
Die Entstehung der 14 Punkte muss vor dem Hintergrund verschiedener vorheriger Friedensinitiativen und -konzeptionen verstanden werden. Stand Wilsons Wiederwahl im November 1916 noch im Zeichen des Slogans „He kept us out of the war!“, entwickelte er jedoch zugleich eine im amerikanischen Exzeptionalismus begründete, zunehmend aktivere Außenpolitik, die über den Schutz der westlichen Hemisphäre gemäß der Monroe-Doktrin hinausging und die Prinzipien der amerikanischen Demokratie in die Welt hinaustragen sollte. Im Dezember 1916 forderte er, in Reaktion auf das Friedensangebot der Mittelmächte, alle Kriegsparteien auf, ihre Kriegsziele offenzulegen, und bot eine amerikanische Vermittlung an. Im Januar 1917 stellte er in einer Rede vor dem Senat die Forderung nach einem „Frieden ohne Sieg“ und einem „gerechten und sicheren Frieden“ statt der bloßen „Herstellung eines neuen Machtgleichgewichts“ auf. Dieser gerechte Frieden sollte auch den Verzicht auf Geheimdiplomatie beinhalten.
Wilsons Einstellung Deutschland gegenüber wandelte sich nach der Kriegserklärung vom April 1917, prägend wurde seine Vorstellung einer Verknüpfung einer zukünftigen Friedensordnung mit der Demokratisierung Deutschlands. Demnach war es eine unverantwortliche Elite, nicht das deutsche Volk, das die Störung des Friedens zu verantworten hatte. Eine Gemeinschaft der zivilisierten Nationen sollte für die Zukunft jegliche weiteren Störungen durch eine außer Kontrolle geratene Kriegsmaschinerie unterbinden. In diesem Zusammenhang steht auch die bekannte Forderung, „die Welt sicher für die Demokratie“ zu machen. Als Papst Benedikt XV. in der Folge der Friedensresolution des Deutschen Reichstags in seinem Friedensappell Dès le début vom August 1917 einen Frieden auf Basis einer Freigabe der besetzten Gebiete und Verhandlungen über die territorialen Streitfragen zwischen Österreich-Ungarn und Italien sowie Deutschland und Frankreich forderte, wies Wilson dies entschieden zurück, nicht zuletzt, da er darin eine Bedrohung seiner eigenen Friedensvorstellungen sah. Im September 1917 rief Wilson die Kommission The Inquiry ins Leben, die die Bedingungen eines zukünftigen Friedens untersuchen sollte und die am 22. Dezember ihren Bericht vorlegte.
Die Rede wurde in den ersten Tagen des Jahres 1918 von Wilson und seinem außenpolitischen Berater Edward Mandell House entworfen. Vorausgegangen war eine Rede des britischen Premierministers David Lloyd George, in der er einige von Wilsons Punkten vorwegnahm. Generell waren die westeuropäischen Verbündeten (Frankreich, Großbritannien, Italien) aber skeptisch bis ablehnend bezüglich Wilsons zur Schau getragenem Idealismus. Ausschlaggebend für die Formulierung der 14 Punkte war neben dem Wunsch, die von Wilson vertretene Friedenskonzeption den verbündeten Staaten aufzuprägen, die Notwendigkeit, den revolutionären Umdeutungen des Krieges und Vorstellungen von seiner Beendigung durch Lenin und die Bolschewiki einen demokratischen Gegenentwurf entgegenzusetzen.

## Die „Vierzehn Punkte“
1. Offene, öffentlich abgeschlossene Friedensverträge. Danach sollen keinerlei geheime internationale Abmachungen mehr bestehen, sondern die Diplomatie soll immer aufrichtig und vor aller Welt getrieben werden.
2. Uneingeschränkte Freiheit der Schifffahrt auf den Meeren, außerhalb der Territorialgewässer, im Frieden sowohl wie im Kriege, ausgenommen jene Meere, die ganz oder teilweise durch internationales Vorgehen zur Durchführung internationaler Verträge gesperrt werden.
3. Möglichste Beseitigung aller wirtschaftlichen Schranken und Herstellung einer Gleichheit der Handelsbedingungen für alle Nationen, die dem Frieden beitreten und sich zu seiner Aufrechterhaltung verbinden.
4. Entsprechende gegenseitige Bürgschaften für die Beschränkung der Rüstungen der Nationen auf das niedrigste, mit der Sicherheit im Innern vereinbare Maß.
5. Freier, unbefangener und völlig unparteiischer Ausgleich aller kolonialen Ansprüche, auf der genauen Beachtung des Grundsatzes beruhend, dass beim Entscheid in solchen Souveränitätsfragen die Interessen der betreffenden Bevölkerungen ebenso ins Gewicht fallen, wie die berechtigten Ansprüche der Regierung, deren Rechtstitel zu entscheiden ist.
6. Räumung des ganzen russischen Gebietes und ein Einvernehmen über alle auf Russland bezüglichen Fragen, das das beste und freieste Zusammenwirken der anderen Völker sichert, um für Russland eine ungehemmte Gelegenheit zur unabhängigen Bestimmung seiner eigenen politischen Entwicklung und nationalen Politik herbeizuführen und ihm eine herzliche Aufnahme in der Gesellschaft der freien Nationen unter selbst gewählten Staatseinrichtungen, ja noch mehr, Hilfe jeder Art, deren es bedürftig sein und von sich aus wünschen mag, gewährleistet. Die Russland von seinen Schwesternationen in den nächsten Monaten gewährte Behandlung wird der Prüfstein ihres guten Willens, ihres Verständnisses für seine Bedürfnisse im Unterschied zu ihren eigenen Interessen und ihres verständigen und selbstlosen Mitgefühls sein.
7. Belgien muss, die ganze Welt wird dem beipflichten, geräumt und wiederhergestellt werden, ohne jeden Versuch, seine Souveränität, deren es sich wie alle anderen freien Völker erfreut, zu beschränken. Kein anderer einzelner Schritt wird so wie dieser dazu dienen, das Vertrauen unter den Nationen in die Gesetze wiederherzustellen, die sie selbst geschaffen haben und als maßgebend für ihre Beziehungen zueinander festgesetzt haben. Ohne diesen heilsamen Schritt bleibt die gesamte Struktur und die Gültigkeit des Völkerrechts für immer geschädigt.
8. Das ganze französische Gebiet muss geräumt und die besetzten Teile wiederhergestellt werden. Das Unrecht, das Frankreich im Jahre 1871 in Beziehung auf Elsass-Lothringen durch Preußen angetan worden ist und das den Weltfrieden während nahezu fünfzig Jahren erschüttert hat, muss wiedergutgemacht werden, damit der Friede im Interesse Aller wiederhergestellt werden kann.
9. Berichtigung der Grenzen Italiens nach den genau erkennbaren Abgrenzungen der Volksangehörigkeit.
10. Den Völkern Österreich-Ungarns, deren Platz unter den Nationen wir geschützt und gesichert zu sehen wünschen, sollte die freieste Gelegenheit zu autonomer Entwicklung zugestanden werden.
11. Rumänien, Serbien und Montenegro sollten geräumt, die besetzten Gebiete zurückgegeben werden. Serbien sollte ein freier und sicherer Zugang zur See gewährt werden, und die Beziehungen unter den verschiedenen Balkanstaaten zueinander sollten durch freundschaftliche Übereinkunft nach den bestehenden geschichtlichen Richtlinien der Zugehörigkeit und der Nationalität geregelt werden. Internationale Bürgschaften für die politische und wirtschaftliche Unabhängigkeit sowie die Unverletzlichkeit des Gebiets der verschiedenen Balkanstaaten sollten geschaffen werden.
12. Den türkischen Teilen des Osmanischen Reiches sollte eine unbedingte Selbständigkeit gewährleistet werden. Den übrigen Nationalitäten dagegen, die zurzeit unter türkischer Herrschaft stehen, sollte eine zuverlässige Sicherheit des Lebens und eine völlig ungestörte Gelegenheit zur selbständigen Entwicklung gegeben werden. Die Dardanellen sollten unter internationalen Bürgschaften als freie Durchfahrt für die Schiffe und den Handel aller Nationen dauernd geöffnet werden.
13. Ein unabhängiger polnischer Staat sollte errichtet werden, der alle Gebiete einzubegreifen hätte, die von unbestritten polnischer Bevölkerung bewohnt sind; diesem Staat sollte ein freier und sicherer Zugang zur See geöffnet werden, und seine politische sowohl wie wirtschaftliche Unabhängigkeit sollte durch internationale Übereinkommen verbürgt werden.
14. Ein allgemeiner Verband der Nationen muss gegründet werden mit besonderen Verträgen zum Zweck gegenseitiger Bürgschaften für die politische Unabhängigkeit und die territoriale Unverletzbarkeit der kleinen sowohl wie der großen Staaten.

## Einordnung
Einige der von Wilson aufgelisteten vierzehn Punkte (wie die Räumung und Wiederherstellung Belgiens, die Räumung und Aufgabe von Elsass-Lothringen) waren sehr konkret, andere (wie die Freiheit der Meere, Rüstungsbeschränkung) ziemlich allgemein oder vage („autonome Entwicklung“ für die Völker Österreich-Ungarns) gehalten. Das Selbstbestimmungsrecht der Völker wurde von Wilson der Öffentlichkeit gegenüber als ein wichtiger Teil des Programms vertreten, war aber nicht mit allen Punkten des Programms konfliktlos kompatibel.
Laut Jörn Leonhard müssen die 14 Punkte weniger als radikales, neuartiges Friedensmanifest verstanden werden denn als Reaktion auf die bolschewistische Machtübernahme in Russland und die daraus erwachsende fundamentale Änderung der Kriegssituation. Außerdem dienten sie dazu, eine eigenständige anti-imperialistische Position zu definieren. Laut Gerd Koenen waren sie vorrangig dazu bestimmt, die deutsch-russischen Verhandlungen über einen Sonderfrieden zu torpedieren, die am 5. März 1918 in den Friedensvertrag von Brest-Litowsk mündeten. Während der Verhandlungen der Pariser Vorortverträge 1919 waren sie Grundlage der amerikanischen Position. Großen Wert legte Wilson auf das Selbstbestimmungsrecht der Völker, welches aber nicht konsequent zur Anwendung kam. So wurde beispielsweise im Friedensvertrag von Versailles eine Vereinigung des Deutschen Reiches mit Deutschösterreich untersagt. Weitere fast ausschließlich deutschsprachige Gebiete wie Südtirol, das Sudetenland, das Memelland und Danzig mussten die Kriegsverlierer abtreten. In Ostbelgien fand zwar eine Wahl statt, in der die Bevölkerung über ihre Zugehörigkeit entscheiden sollte, jedoch galt diese Abstimmung aufgrund militärischen Drucks als unfrei. Auch Ungarn musste mehrheitlich von Magyaren besiedelte Gebiete im Vertrag von Trianon abtreten. Dennoch gilt dieser Plan auch heute noch als eine für damalige Verhältnisse moderne Vision für eine Nachkriegsordnung. Wilson erhielt für seine Bemühungen den Friedensnobelpreis.
Die Regierung des Deutschen Kaiserreichs stimmte zwar einzelnen Punkten zu, lehnte aber anfangs Verhandlungen mit den USA über territoriale Fragen ab. Sie griff Wilsons Plan erst im Oktober 1918 auf, als die eigene militärische Lage hoffnungslos geworden und eine neue politische Situation eingetreten war. Dennoch hofften viele deutsche Politiker und die Mehrheit der deutschen Bevölkerung nun auf einen Frieden auf Basis der 14 Punkte. Als im Sommer 1919 die tatsächlichen Friedensbedingungen der Alliierten und der assoziierten Mächte bekannt wurden, löste dies in Deutschland einen Sturm der Entrüstung aus. In Unkenntnis der Politik der früheren, kaiserlichen Reichsleitung wurde der Versailler Friedensvertrag als Betrug und als ungerechtes „Versailler Diktat“ empfunden.